# Raymond Domenech
Raymond Domenech (født 24. januar 1952 i Lyon, Frankrig) er en tidligere fransk fodboldspiller og nuværende træner, der frem til og med VM i 2010 var træner for Frankrigs landshold, som han også selv spillede for som aktiv. Han førte som træner blandt andet holdet til finalen ved VM i 2006. 

## Aktive karriere
Domenechs karriere som spiller strakte sig fra 1969 til 1988. Han spillede i nævnte rækkefølge for Olympique Lyon, RC Strasbourg, Paris Saint-Germain, Bordeaux og FC Mulhouse, hvoraf det længste ophold var hos Olympique Lyon i sin fødeby. Domenech nåede at repræsentere det franske landshold otte gange. Hans primære position på banen var forsvarsspiller.

## Trænerkarriere
Domenechs første klub som træner var den samme som sin sidste som aktiv, nemlig FC Mulhouse. Senere blev han træner i Olympique Lyon, inden han i 1993 overtog ansvaret for Frankrigs U-21 landshold. Han stod i spidsen for dette hold frem til 2004, hvor han blev tildelt posten som træner for A-landsholdet.

## Landstræner for Frankrig
Domenech klarede sin første tid på den udsatte post godt, da han kvalificerede holdet til VM 2006 i Tyskland, hvor han førte holdet frem til finalen. Den efterfølgende slutrunde, EM i 2008 i Østrig og Schweiz var dog ikke en tilsvarende succes. Nok kvalificerede franskmændene sig til slutrunden, men måtte rejse hjem allerede efter gruppespillet. Trods skuffelsen bevarede Domenech dog sit job, og han formåede også at kvalificere landet til VM i 2010 i Sydafrika. Efter at Frankrig blev sendt hjem efter de indledende kampe trak Domenech sig dog tilbage, og overlod landstrænerposten til Laurent Blanc. Raymond Domenech tror på astrologi og udtog landsholdsspillere efter deres horoskoper. Han fravalgte spillere der var født i Skorpionens tegn. 

## Resultater som træner
VM i fodbold
- VM 2006:  Sølv med Frankrig (Træner)